# Stanci (Aleksinac)
Stanci (em cirílico: Станци) é uma vila da Sérvia localizada no município de Aleksinac, pertencente ao distrito de Nišava, na região de Ponišavlje. A sua população era de 178 habitantes segundo o censo de 2011.

## Demografia
| 1948 | 1953 | 1961 | 1971 | 1981 | 1991 | 2002 | 2011 |
| ---- | ---- | ---- | ---- | ---- | ---- | ---- | ---- |
| 609  | 595  | 587  | 465  | 374  | 301  | 241  | 178  |